# Роберт II (герцог Бургундии)
Роберт II (фр. Robert II de Bourgogne; 1248 — 21 марта 1306) — герцог Бургундии с 1272), титулярный король Фессалоник 1273—1305, третий сын Гуго IV, герцога Бургундии, и Иоланды де Дрё.

## Биография
Роберт II наследовал своему отцу, так как двое его старших братьев, Эд и Жан, умерли при жизни отца, оставив после себя только дочерей. Также он унаследовал права на королевство Фессалоник.
Играл видную роль в правление королей Франции Филиппа III Смелого и Филиппа IV Красивого. В 1277 был назначен великим камерарием Франции. В 1273—1280 году Роберт был регентом Дофине.
В 1273 году Роберт организовал в Шалон-сюр-Сон турнир, на который был приглашён возвращавшийся из Святой земли король Англии Эдуард I. Во время бугурта между английскими и бургундскими рыцарями Роберт нарушил против короля Эдуарда правила благородной борьбы, что привело серьёзной битве между рыцарями, победителями из которой вышли англичане.
Роберт принимал участие в Арагонском крестовом походе в 1285 году, а также в нескольких походах во Фландрию — в 1297, в 1302 и 1304 годах.
Роберт умер 12 марта 1306 года и был похоронен в аббатстве Сито. Ему наследовал второй сын Гуго V.

## Семья и дети
Жена: с 20 октября 1272 (контракт)/1273 Агнес Французская (1260—1325), принцесса Французская, дочь короля Франции Людовика IX Святого и Маргариты Прованской. Имели детей:
- Жан (1279—1283)
- Маргарита (1285 — в младенчестве)
- Бланка  (ок. 1288 — 27/28 июля 1348); муж: с 1307 Эдуард I (1284—1329), граф Савойи
- Маргарита (1290 — 10 апреля 1315); муж: с 23 сентября 1305 Людовик X Сварливый (4 октября 1289 — 5 июня 1316), король Наварры и граф Шампани и Бри с 1305, король Франции с 1314
- Жанна Хромоножка (ок. 1293/1294 — 12 декабря 1349); муж: с июля 1313 Филипп де Валуа (1293 — 22 августа 1350), граф Мэна, граф де Валуа и Анжу, затем король Франции (Филипп VI)
- Гуго V (1294 — май 1315), герцог Бургундии с 1306, титулярный король Фессалоник 1305—1313
- Эд IV (1295 — 3 апреля 1349), герцог Бургундии с 1315, пфальцграф Бургундии и граф Артуа с 1330, титулярный король Фессалоник 1316—1318
- Людовик (1297 — 2 августа 1316), князь Мореи, титулярный король Фессалоник с 1313
- Мария (ок. 1298 — до 1336); муж: с 11 февраля 1310 Эдуард I (апрель 1296 — 11 ноября 1336), граф Бара
- Роберт (15 августа 1304/3 марта 1305 — 13/19 октября 1334); жена: с 16 июня 1321 Жанна I де Шалон-Осер (1300 — 26 октября 1360), графиня Тоннера с 1335